# Iran ai VII Giochi olimpici invernali
L'Iran partecipò ai VII Giochi olimpici invernali, svoltisi a Cortina d'Ampezzo, Italia, dal 26 gennaio al 5 febbraio 1956, con una delegazione di 3 atleti impegnati in una disciplina.